# Global Player - Toujours en avant
Global Player - Toujours en avant (Global Player - Wo wir sind isch vorne) est un téléfilm allemand réalisé par Hannes Stöhr et diffusé en 2013.

## Fiche technique
- Titre original : Global Player - Wo wir sind isch vorne
- Réalisation : Hannes Stöhr
- Scénario : Hannes Stöhr
- Photographie : Andreas Doub
- Musique : Florian Appl
- Montage : Simone Klier
- Pays d'origine :  Allemagne
- Langue : allemand
- Durée : 85 minutes
- Date de diffusion :
  -  France : 24 avril 2015 sur Arte

## Distribution
- Christoph Bach : Michael Bogenschütz
- Walter Schultheiss : Paul Bogenschütz
- Inka Friedrich : Marlies Bogenschütz
- Ulrike Folkerts : Marianne Bogenschütz
- Stefan Hallmayer : Matthias Bogenschütz
- Monika Anna Wojtyllo : Agnieszka Gutek
- Rita Lengyel : Silke Bogenschütz
- Jinjin Harder : Lin Ling